# 蒙薩爾旺河畔沙泰勒
蒙薩爾旺河畔沙泰勒是瑞士的城鎮，位於該國西部，由弗里堡州負責管轄，面積2.04平方公里，海拔高度908米，2011年人口245，六成半人口信奉羅馬天主教，人口密度每平方公里120人。